# Hyundai Department Store Group
Hyundai Department Store Group é um conglomerado sul coreano sediada em Ulsan, que atua no ramo de departamentos.